# STS-51-C
STS-51-C (ang. Space Transportation System) – trzecia misja amerykańskiego wahadłowca kosmicznego Discovery i piętnasta programu lotów wahadłowców. Planowano, że w locie tym weźmie udział Challenger i że odbędzie się on w grudniu 1984 roku. Ze względu na uszkodzenie Challengera i konieczność wymiany około 5000 płytek osłony termicznej, w misji 51-C wykorzystano prom Discovery. 

## Załoga[1][2]
- Thomas „Ken” Mattingly (3)*, dowódca (CDR) - astronauta nr 57
- Loren Shriver (1), pilot (PLT)
- Ellison Onizuka (1), specjalista misji 1 (MS1)
- James Buchli (1), specjalista misji 2 (MS2)
- Gary Payton (1), specjalista ładunku 1 (PS)

*Cyfra w nawiasie oznacza liczbę lotów odbytych przez każdego z astronautów

## Cel lotu[1][2]
Pierwsza utajniona wojskowa misja wahadłowca. Stąd ograniczono informacje o przebiegu misji. Ujawniono jedynie, że na orbitę geostacjonarną został wprowadzony satelita telekomunikacyjny, mający m.in. za zadanie rejestrowanie wszelkich sygnałów i rozmów radiowych przekazywanych z terytorium ZSRR i Indii do sztucznych satelitów Ziemi oraz pomiędzy stacjami naziemnymi. Był to satelita podsłuchu elektronicznego Magnum (oznaczony też Big Ear [wielkie ucho] lub Sigint) wraz z dwuczłonowym pomocniczym zestawem rakietowym IUS. Był to nowego typu satelita geostacjonarny o masie ocenianej na pięć do sześciu ton. Wyposażono go w dużą paraboliczną antenę kierunkową do przechwytywania w celach szpiegowskich słabych sygnałów radiowych.

## Przebieg misji
Nie podano dokładnych parametrów początkowych orbity. Wiadomo jedynie, że po starcie przeprowadzono dwa manewry za pomocą silników OMS. Dzięki temu prom poruszał się po kołowej orbicie na wysokości około 300 km, nachylonej do równika pod kątem 28,5°. Dopiero w kwietniu 1985 roku spełniając umowy międzynarodowe, podano parametry przejściowej orbity eliptycznej, na jaką wprowadzono satelitę Magnum za pomocą zestawu IUS, po opuszczeniu komory towarowej w 16 godzinie od chwili startu. Orbita ta, przebiegała na wysokości 341÷34 670 km, nachyleniu - 28,4° i czasie obiegu 612,3 min.
Ponieważ zestaw IUS dwa lata wcześniej zawiódł przy wysyłaniu na orbitę geostacjonarną satelity TDRS-1, NASA niezależnie od rygorów tajemnicy wojskowej podała, że tym razem zestaw rakietowy działał prawidłowo. Pierwszy człon uruchomiony  w odległości ponad 15 km od Discovery,  w 55 minucie po opuszczeniu ładowni pracował 146 sekund, zaś drugi stopień działał 103 sekund, także zgodnie z planem.
Prom poza ładunkiem wojskowym miał na pokładzie także niewielki, o masie 75 kg, zestaw aparatury przeznaczonej do badania wpływu warunków związanych z lotem orbitalnym, na czerwone krwinki. Zestaw obejmował sześć pojemników z krwią pacjentów, którzy cierpieli na różne schorzenia, pompy, przezroczyste pojemniki oraz dwie kamery filmowe 35 mm z czarno-biały i barwny filmem do rejestrowania zachowania się krwinek.
Planowaną godzinę powrotu z kosmosu podano z zaledwie 16-godzinnym wyprzedzeniem.

## Parametry misji
- Masa: 
  - startowa orbitera: - kg
  - lądującego orbitera: - kg
  - ładunku: satelita Magnum ELINT ~ 3000 kg
- Perygeum: 332 km
- Apogeum: 341 km
- Inklinacja: 28,4°
- Okres orbitalny: 91,3 min